# Caterina Rangoni
Caterina Rangoni di Spilamberto, morte à Forlì le 26 mai 1467 empoisonnée par son fils, est une dame de la noblesse italienne de Modène vivant au XVe siècle.

## Biographie
Caterina Rangoni épousa Antonio I Ordelaffi, seigneur de Forlì en 1434.
Après la mort d’Antonio en 1448, Caterina, à cause du jeune âge de ses fils, appela son frère Ugo Rangoni, en 1449, pour l'aider à assurer la régence de Forlì.
En 1454 ses fils  Francesco et Pino ne supportant plus la tutelle de leur oncle le contraignirent à quitter Forlì.
En 1463, Pino tomba gravement malade et Caterina le poussa à soupçonner Francesco de vouloir l’empoisonner.
Après sa guérison, elle fit élever dans l'église San Francesco (it) de Forlì un autel où Pino est représenté agenouillé en prière au milieu des saints et de la Vierge.
Le climat de suspicion et de violence, auquel Caterina avait contribué, atteint son paroxysme et Pino, maintenant seigneur de Forlì  après qu’il eut fait assassiner son frère Francesco et probablement empoisonner sa propre femme Barbara Manfredi en 1466, fit finalement empoisonner sa mère Caterina en 1467.
Caterina Rangoni est inhumée dans l'église San Francesco de Forli.